# Karl Weierstraß
Karl Theodor Wilhelm Weierstraß (ur. 31 października 1815 w Ostenfelde w Westfalii, zm. 19 lutego 1897 w Berlinie) – niemiecki matematyk, profesor Uniwersytetu Berlińskiego, członek Akademii Nauk – Pruskiej i Francuskiej. Zwolennik arytmetyzacji analizy matematycznej, twórca precyzyjnego pojęcia granicy funkcji. Laureat Medalu Copleya (1895).
Jako pierwszy podał definicje funkcji tzw. funkcji Weierstrassa, która nie jest różniczkowalna w żadnym punkcie.

## Życiorys
Po ukończeniu nauki w Gymnasium Theodorianum w Paderbornie studiował najpierw na uniwersytecie w Bonn prawo, finanse i ekonomię, a następnie na Uniwersytecie w Münsterze matematykę. Po ukończeniu studiów pracował jako nauczyciel w gimnazjach w Münster, w Deutsch Krone, a od roku 1848 w Braniewie. Uczył matematyki i kaligrafii. Po tym, jak jego publikacje matematyczne spotkały się z uznaniem w świecie fachowców tej dziedziny, otrzymał mianowanie na profesora Uniwersytetu Berlińskiego, gdzie wykładał od 1856. W 1875 otrzymał Pour le Mérite za Naukę i Sztukę
Większość jego prac została wydana po jego śmierci. Weierstraß był jednym z twórców nowoczesnych ścisłych metod matematycznych. Pracował nad teorią funkcji analitycznych i teorią szeregów. Wiele jego prac dotyczy również rachunku wariacyjnego. Uchodzi za ojca współczesnej analizy.
Jego uczniami byli: Georg Cantor, Ferdinand Georg Frobenius, Adolf Hurwitz, Felix Klein, Sofja Kowalewska, Marius Sophus Lie, Hermann Minkowski, Magnus Gösta Mittag-Leffler, Hermann Schwarz. Kowalewską poznał w 1870 roku, udzielał jej prywatnych lekcji. Dzięki jego rekomendacji Kowalewska otrzymała doktorat.